# ルギン管
電気化学において、ルギン管（ルギンかん 英: Luggin capillary, Luggin probe,  Luggin tip, ルギン・ハーバー管 Luggin-Haber capillaryとも）とは、電極電位の測定に用いられる毛細管である。通常は絶縁体を材料に作られる。大きな基準電極のみを使うとどこの電位を測定しているのかが明確ではないのに対して、基準電極に加えてルギン管を作用電極の表面近傍に置くことにより、電位の計測点を明確に定めることができる。